# Koo Kyo-hwan
Koo Kyo-hwan (en hangul, 구교환; romanización revisada, Gu Gyo-hwan), es un actor, director, guionista y productor surcoreano.

## Biografía
Estudió en el Instituto de las Artes de Seúl en el departamento de cine con una licenciatura en artes (2003-2008).

## Carrera
Es miembro de la agencia Namoo Actors (나무엑터스).
El 27 de agosto de 2021, se unió al elenco principal de la serie de Netflix: D.P., donde dio vida a Han Ho-yul, un soldado y el líder del equipo "D.P. (Deserter Pursuit)".
En abril de 2022 se unió al elenco principal de la serie web Monstrous, donde interpreta a Jung Ki-hoon, un excéntrico arqueólogo que estudia extraños fenómenos sobrenaturales.

## Filmografía

### Series de televisión
| Año  | Título                          | Personaje     | Notas                      | Ref.   |
| ---- | ------------------------------- | ------------- | -------------------------- | ------ |
| 2021 | A Dance From Afar               | Shin Pa-rang  | Drama Special, un episodio |        |
| 2021 | Kingdom: Ashin of the North     | Ai Da-gan     | Un episodio                |        |
| 2021 | D.P.                            | Han Ho-yul    | Serie web                  | [ 6 ]  |
| 2022 | Woo, una abogada extraordinaria | Bang Gu-ppong | Aparición especial, ep. 9  | [ 7 ]  |
| 2022 | Monstrous                       | Jung Ki-hoon  |                            | [ 8 ]  |
| 2023 | D.P. 2                          | Han Ho-yul    | Serie web                  | [ 9 ]  |
| 2023 | One Day Off                     | Lee Chang-jin | Serie web                  | [ 10 ] |
| 2024 | Parasyte: los grises            | Seol Kang-woo | Serie web                  | [ 11 ] |

### Películas
| Año  | Título                             | Personaje           | Notas                |
| ---- | ---------------------------------- | ------------------- | -------------------- |
| 2009 | Castaway on the Moon               | Servidor público 1  |                      |
| 2009 | Short! Short! Short!               | Gi-chul             |                      |
| 2012 | A Werewolf Boy                     | Hombre borracho     |                      |
| 2013 | Where Is My DVD?                   | Goo Gyo-hwan        | (corto)              |
| 2013 | Welcome to My Home                 | Gyo-hwan            | (corto)              |
| 2014 | A Dangerous Woman                  | Gu Duk-woo          |                      |
| 2014 | Romance in Seoul                   | Gi-chul / Gyo-hwan  |                      |
| 2015 | Fly to the Sky                     | Gyo-hwan            | (corto)              |
| 2015 | Love Docu                          | Koo Kyo-hwan        | (corto)              |
| 2015 | Dishonor                           | Maestro             |                      |
| 2015 | Now Playing                        | Goo Gyo-hwan        |                      |
| 2016 | Beaten Black and Blue              | Gyo-hwan            |                      |
| 2016 | Great Patrioteers                  | Gyo-hwan            |                      |
| 2016 | Jane                               | Jane                |                      |
| 2016 | Romeo                              | Romeo               |                      |
| 2018 | Maggie                             | Lee Sung-won        |                      |
| 2020 | Peninsula                          | Capitán Seo         | [ 12 ]               |
| 2021 | Leave the Door Open                | Voz de Vieira       |                      |
| 2021 | Escape from Mogadishu              | Tae Joon-gi         |                      |
| 2022 | Escape                             | Ri Hyun-sang        | [ 13 ] [ 14 ]        |
| 2023 | Boksoon debe morir                 | Han Hee-sung        | [ 15 ] [ 16 ]        |
| 2023 | New Humanity War: Resurrection Man | Seok Hwan           | [ 17 ]               |
| 2024 | Escape                             | Mayor Lee Hyun-sang | [ 18 ] [ 19 ] [ 20 ] |

### Programas de variedades
| Año  | Título                          | Notas               |
| ---- | ------------------------------- | ------------------- |
| 2020 | Yoo Quiz On The Block: Season 3 | ep. #135 - invitado |
| 2021 | Quiz Alarm                      | ep. #8 - invitado   |

### Presentador
| Año  | Evento                  | Notas                    |
| ---- | ----------------------- | ------------------------ |
| 2022 | 36th Golden Disc Awards | presentador de categoría |

### Director
| Año  | Título             | Notas   |
| ---- | ------------------ | ------- |
| 2011 | Turtles            | (corto) |
| 2013 | Where Is My DVD?   | (corto) |
| 2013 | Welcome to My Home | (corto) |
| 2014 | Love Docu          | (corto) |
| 2015 | After School       | (corto) |
| 2015 | Fly to the Sky     | (corto) |
| 2015 | Now Playing        |         |
| 2017 | Girls on Top       | (corto) |

### Guionista
| Año  | Título           | Notas                                             |
| ---- | ---------------- | ------------------------------------------------- |
| 2013 | Where Is My DVD? |                                                   |
| 2015 | Fly to the Sky   |                                                   |
| 2015 | Love Docu        |                                                   |
| 2015 | Now Playing      | (también acreditado como editora de cine y guion) |
| 2017 | Girls on Top     |                                                   |
| 2018 | Maggie           | (también acreditado como editor de cine)          |

### Productor
| Año  | Título      | Notas |
| ---- | ----------- | ----- |
| 2019 | Romeo       |       |
| 2015 | Now Playing |       |

## Premios y nominaciones
| Año  | Premios                                 | Categoría                                  | Trabajo                     | Resultado | Ref.   |
| ---- | --------------------------------------- | ------------------------------------------ | --------------------------- | --------- | ------ |
| 2016 | Festival Internacional de Cine de Busan | Actor of the Year                          | Beaten Black and Blue       | Ganador   |        |
| 2017 | Premios Wildflower Film                 | Mejor actor revelación                     | Beaten Black and Blue       | Nominado  |        |
| 2017 | Premios Chunsa Film Art                 | Mejor actor revelación                     | Beaten Black and Blue       | Ganador   | [ 22 ] |
| 2017 | Premios Busan Film Critics              | Mejor actor revelación                     | Jane                        | Ganador   |        |
| 2017 | Premios Buil Film                       | Mejor actor revelación                     | Jane                        | Ganador   |        |
| 2017 | 38.os Premios Blue Dragon Film          | Mejor actor revelación                     | Jane                        | Nominado  | [ 23 ] |
| 2018 | Premios Chunsa Film Art                 | Mejor actor de reparto                     | Jane                        | Nominado  |        |
| 2018 | Premios Baeksang Arts                   | Mejor actor de reparto (cine)              | Jane                        | Ganador   |        |
| 2019 | Premios Director's Cut                  | Mejor actor revelación                     | Maggie                      | Nominado  |        |
| 2020 | Premios Buil Film                       | Mejor actor de reparto                     | Peninsula                   | Nominado  |        |
| 2021 | Premios Chunsa Film Art                 | Mejor actor de reparto                     | Peninsula                   | Nominado  |        |
| 2021 | Premios Baeksang Arts                   | Mejor actor de reparto (cine)              | Peninsula                   | Nominado  |        |
| 2021 | Premios Buil Film                       | Mejor actor de reparto                     | Escape from Mogadishu       | Nominado  |        |
| 2021 | 42.os Premios Blue Dragon Film          | Mejor actor de reparto                     | Escape from Mogadishu       | Nominado  |        |
| 2021 | 42.os Premios Blue Dragon Film          | Estrella popular                           | Escape from Mogadishu       | Ganador   | [ 24 ] |
| 2021 | Premios Kino Lights                     | Actor del año (nacional)                   | Escape from Mogadishu       | Ganador   | [ 25 ] |
| 2021 | Premios Kino Lights                     | Actor del año (nacional)                   | Kingdom: Ashin of the North | Ganador   | [ 25 ] |
| 2021 | Premios Cine 21                         | Mejor actor del año                        | Kingdom: Ashin of the North | Ganador   | [ 26 ] |
| 2021 | Premios Cine 21                         | Mejor actor del año                        | D.P.                        | Ganador   | [ 26 ] |
| 2022 | Premios Director's Cut                  | Mejor actor (televisión)                   | D.P.                        | Ganador   |        |
| 2022 | Premios Director's Cut                  | Mejor actor revelación (televisión)        | D.P.                        | Nominado  |        |
| 2022 | Premios Director's Cut                  | Mejor actor revelación (cine)              | Peninsula                   | Ganador   | [ 27 ] |
| 2022 | 58.os Premios Baeksang Arts             | Mejor actor revelación                     | D.P.                        | Ganador   |        |
| 2022 | 58.os Premios Baeksang Arts             | Mejor actor de reparto                     | Escape from Mogadishu       | Nominado  | [ 28 ] |
| 2022 | Premios Blue Dragon Series              | Mejor actor revelación                     | D.P.                        | Ganador   | [ 29 ] |
| 2022 | Premios APAN Star                       | Premio a la excelencia, actor en serie OTT | D.P.                        | Nominado  | [ 30 ] |
| 2025 | 61.os Premios Baeksang Arts             | Mejor actor de reparto (cine)              | Escape                      | Pendiente | [ 31 ] |